# Драгиша Р. Перишић - Едмонд Пери
Драгиша Р. Перишић - Едмонд Пери (Ивањица, 1897 - Њујорк, 1952), био је финансијски стручњак и секретар председника САД, Рузвелта.

## Биографија
Драгиша Р. Перишић рођен је у Ивањици 1897. године у учитељској породици. Завршио је гимназију у Београду током које показује интересовање за природне науке. Након завршене средње школе одлази на финансијске науке у Паризу. Као један од најбољих студената добија стипендију за студије у Сједињеним Америчким Државама и даље усавршавање. Тамо је променио име у Едмонд Пери, што је било лакше за све комуникације кроз живот.

## Каријера
Убрзо након доласка у САД, постаје шеф финансија државе Пенсилваније. Како се на послу истакао, председник САД Франклин Рузвелт одлучио је да га узме за свог саветника за финансије, а затим га поставио на место личног секретара у кабинету председника САД. За време живота и рада у САД био је председник Удружења југословенске економске емиграције у САД и утицајна личност у организацији КЕР. Залагао се да ова организација помогне Југославији што је и чинила како у предратном тако и у послератном периоду.

## Везе са завичајем
У Ивањицу је долазио 1926. и одржавао везе за завичајем. Када се поново спремао да дође, изненада је умро. У посебном сећању остао је догађај из 1939. када је у САД боравио Живадин Стевановић, тада земљорадник и председник општине Брестовац код Кнића, Пери му је омогућио да се састане са председником општине Њујорк, који га је том приликом поздравио као колегу.